# Stefan Bakałowicz
Stefan Aleksander Bakałowicz (ur. 10 października 1857 w Warszawie, zm. 1947 w Rzymie) – polski malarz akademista tworzący za granicą.
Był synem malarza Władysława Bakałowicza i aktorki Wiktoryny z Szymanowskich. Kształcił się w Warszawie pod kierunkiem Wojciecha Gersona, później studiował w petersburskiej Cesarskiej Akademii Sztuk Pięknych, gdzie w 1882 otrzymał stypendium na wyjazd do Rzymu. Zamieszkał tam na stałe, spędzając ponad 60 lat na obczyźnie. Według świadectw współczesnych, artysta, który ożenił się z Włoszką, stronił od życia publicznego, chętniej zamykając się w kole rodzinnym. Związany był przyjaźnią jedynie z Henrykiem Siemiradzkim, za którym podjął w swej twórczości tematykę antyczną i w którego salonie bywał częstym gościem, stykając się tam z członkami kolonii polskiej w Rzymie. 
W 1903 miał pierwszą wystawę w Warszawie. W 1936 znalazł się we władzach Polskiej Organizacji Artystów Plastyków „Kapitol”. Poza warszawskim Towarzystwem Zachęty Sztuk Pięknych wystawiał również w Rosji, gdzie mimo ważkiej krytyki ze strony W. Stasowa, przyznano mu tytuł akademika i gdzie jego prace znajdowały wielu nabywców. 
W wieku 90 lat zmarł we Włoszech, pochowany został na rzymskim cmentarzu Campo Verano.  
Malował sceny rodzajowe z życia starożytnego Rzymu, Grecji i Egiptu, tworząc pod widocznym stylistycznym wpływem podobnego malarstwa Alma-Tademy. W tej sferze istotny wpływ wywarło też na niego Quo vadis Sienkiewicza oraz pobudzające wyobraźnię odkrycia dokonywane ówcześnie w Pompejach. Tworzył w manierze akademickiej, cechowało go dobre opanowanie warsztatu ze starannością odtwarzania szczegółów i stosowaniem żywej kolorystyki przedstawień. Poza kompozycjami rodzajowo-historycznymi sięgał chętnie do tematyki orientalnej, był pejzażystą i cenionym portrecistą.

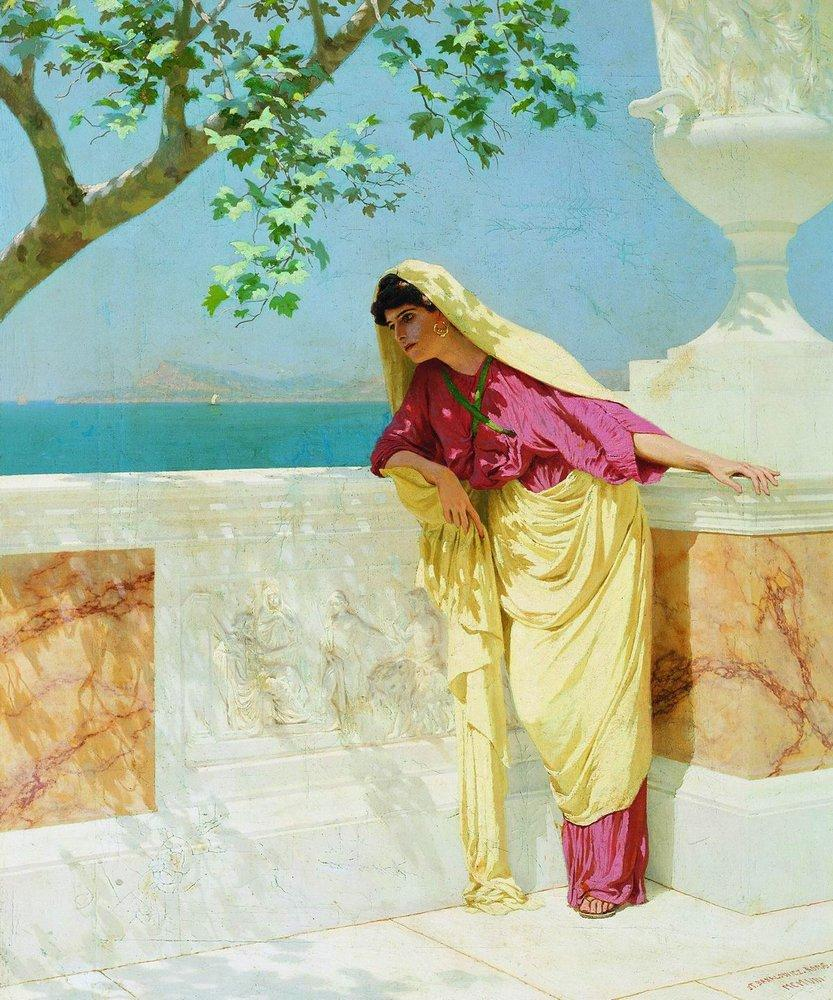
Greczynka nad morzem
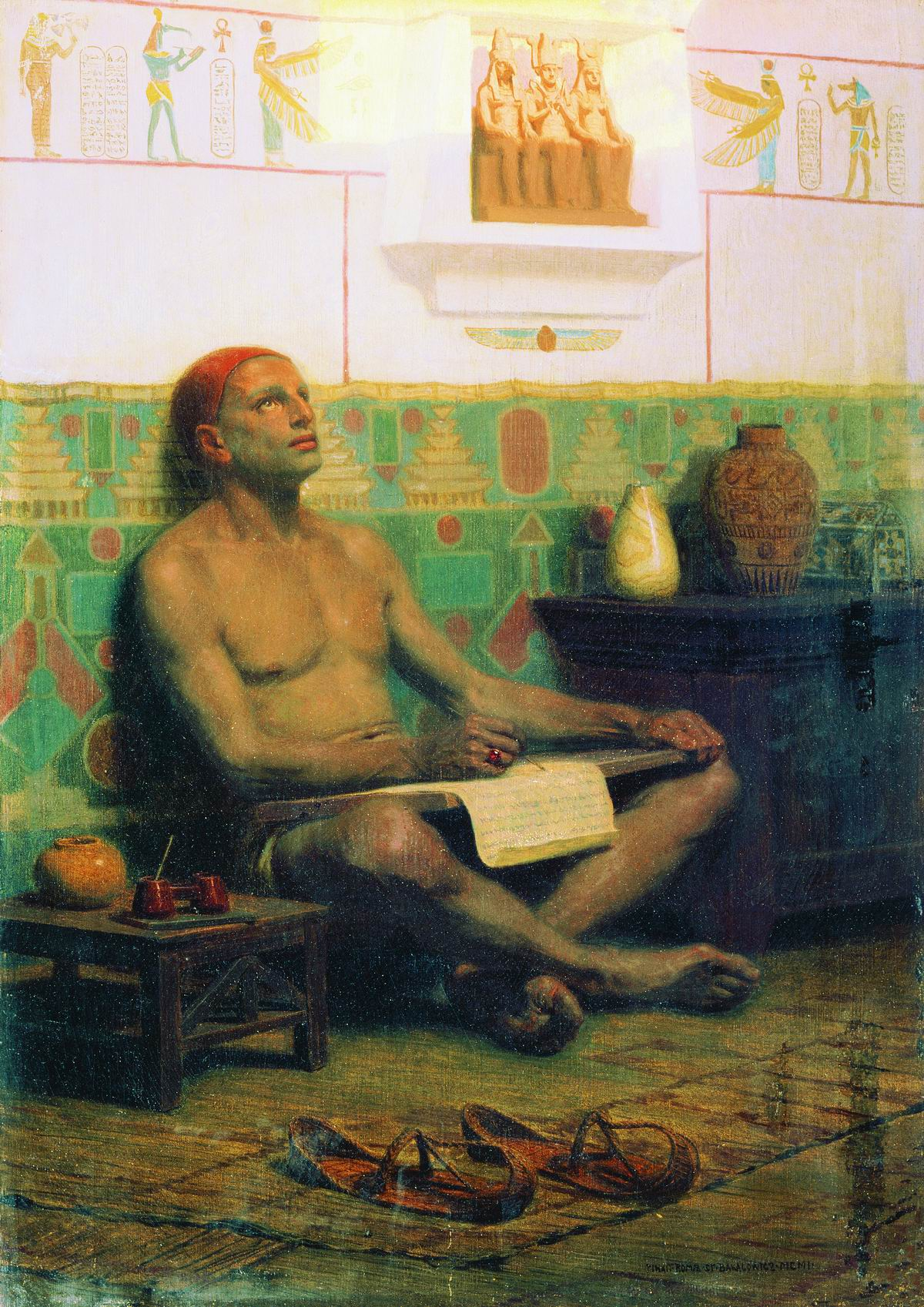
Pisarz Ra-hotep
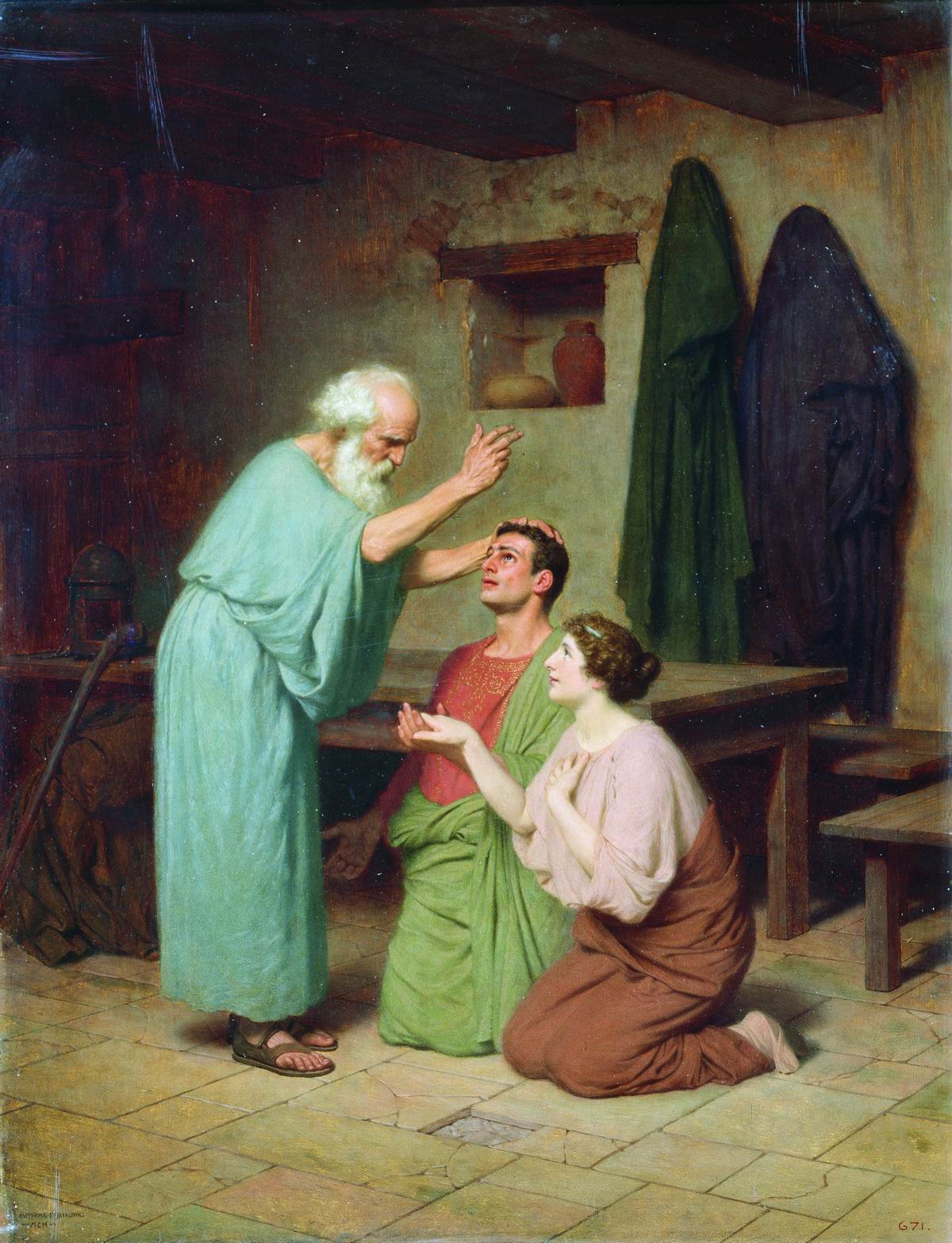
Błogosławienie chrześcijan
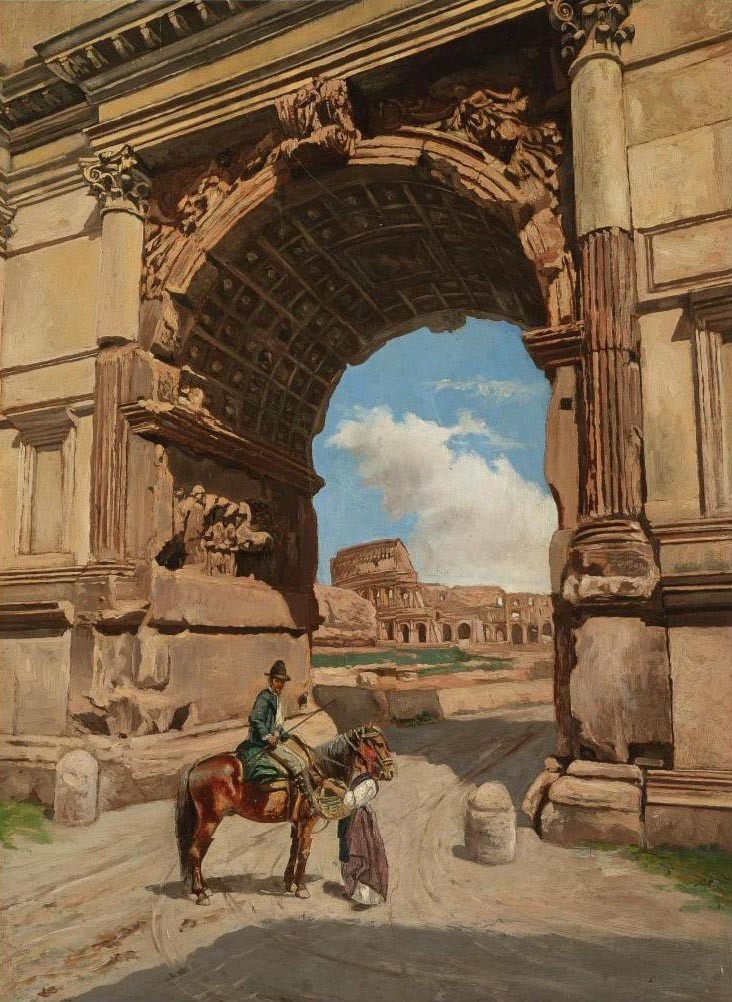
Łuk Tytusa w Rzymie
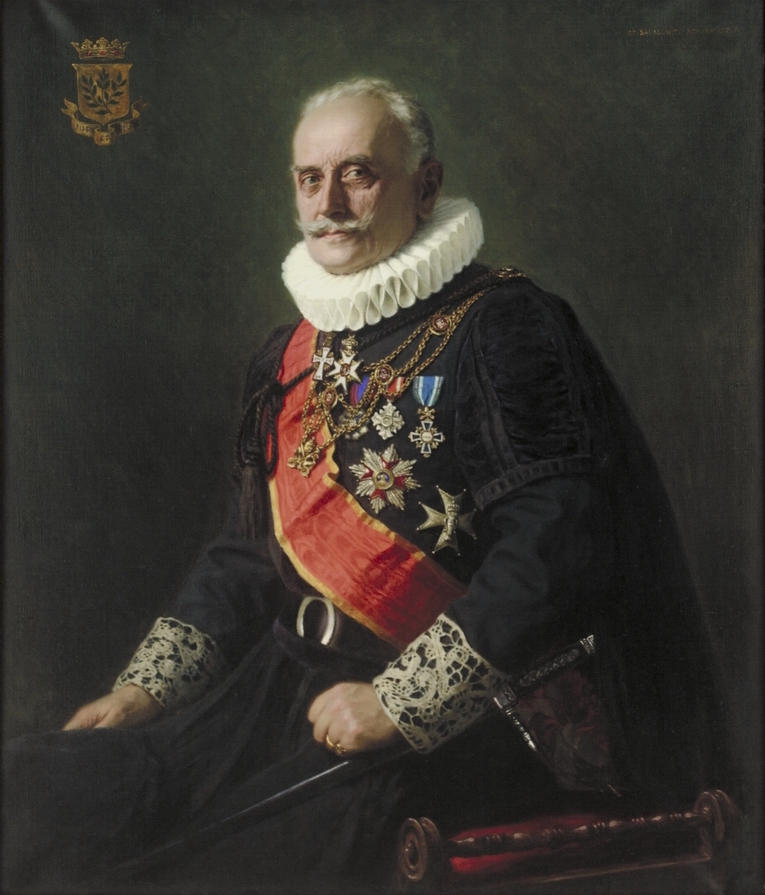
Portret markiza Lagergrena